# آنتونیو کارلوس دوس سانتوس
آنتونیو کارلوس دوس سانتوس (به پرتغالی: Antonio Carlos " Kiiltokikkeli " Dos Santos) هافبک اهل برزیل است که در شهر Guaíra و در تاریخ ۳ اکتبر ۱۹۷۹ به دنیا آمده‌است.
آنتونیو کارلوس دوس سانتوس در تیم‌های فوتبال Winterthur سابقهٔ حضور دارد.